# ヴィドルジェ
ヴィドルジェ (Weidorje)は、1976年にマグマの元メンバーでベーシストのベルナール・パガノッティ、キーボーディストのパトリック・ゴーティエを中心に結成されたフランスのズール・プログレッシブ・ロック/フュージョン・バンド。
彼らは1978年にセルフタイトルのアルバムを1枚リリースした（1992年にフランスのムゼア・レーベルから、1978年のライブの2曲をボーナストラックとして加えてCDで再リリース）。1979年頃に解散した。

## バンド・メンバー

### アルバム参加者
- ミシェル・エトリ（Michel Ettori） − ギター (1976年-1978年)
- パトリック・ゴーティエ（Patrick Gauthier） − キーボード
- ジャン・フィリップ・グード（Jean-Philippe Goude） − キーボード
- アラン・ギアー（Alain Guillard） − サクソフォン
- イヴォン・ギアー（Yvon Guillard） − トランペット、ボーカル
- ベルナール・パガノッティ（Bernard Paganotti） − ベース、ボーカル
- カート・ラスト（Kirt Rust） − ドラム

### 追加メンバー
- フランソワ・オヴィド（François Ovide） − ギター (1979年)[4]

## ディスコグラフィ

### アルバム
- 『ヴィドルジェ』 - Weidorje (1978年)